# 雑君
雑君（ざっくん、1968年12月16日 -）は、日本の男性漫画家。神奈川県横浜市出身、東京都練馬区在住。2022年までの名義は雑君保プ（ざっくんぽっぷ）。

## 概要
ゲーム雑誌『ゲーメスト』（新声社）の投稿者出身。同誌の読者ページ「アイランド」の投稿者からプロの漫画家になった作家（吉崎観音、古葉美一、荒川弘、村田雄介など）のうちの一人ではあるが、投稿が掲載されたのは1回のみである。
同誌編集部にて編集者として勤務（当時は「雑君保父」のペンネームを使用）の後、漫画家として「雑君保プ」名義でプロデビューする。デビュー初期には『ゲーメスト』誌上にて「ゲーセンおわらえ」を不定期連載していた。同一作内でシリアスとコミカルを混在させるスタイルが知られ、画風も全く変えている。代表作である『ワールドヒーローズ2』の作中でも「1ページ内で同一の登場人物がコミカル→シリアス→コミカルと変化する」描写がみられる。コミカルな画風の際は顔の輪郭から目が大きくはみ出しているキャラクターを描くことが多く、前述のゲーメスト投稿作品でも目のはみ出した犬（プランプポップの自機、という設定）が描かれている。なお、「輪郭のみにはみ出た目があるキャラ」（キャメルトライの隠し自機で採用されたものなど）は長年名前が付いていなかったが、2014年に「はみで目くん」と名付けられた。
現在、G＝ヒコロウ・道満晴明との同人サークル「ジークンドー」で活動中。
2023年より、ペンネームを「雑君保プ」から「雑君」に改めた。

## 作品リスト

### 完結作品
- BUPPAなビッチーズ（秋田書店『月刊ヤングチャンピオン烈』、第1巻）
  - 第15話以降は同人誌『BUPPAなビッチーズFINAL』に収録（15話〜最終23話＋書き下ろし）
- 軸盆&ハーポのドメジャーハンター（マイクロマガジン社『GAME SIDE』）

- 雑君青保プ・雑君赤保プ（各1巻） - 各雑誌で連載していたものや書き下ろし作品、同人作品などの作品集。
- みんながスペランカー（ジャイブ『コミックラッシュ』2009年10月号掲載） - 読切作品
- ギルとカイのナムコ伝（アナタとワタシのナムコ伝｜バンダイナムコゲームス公式サイト）

以下3作品はマンガ図書館Zで配信中。
- カルトクイズ100人伝（全1巻）
- ワールドヒーローズ2（新声社『コミックゲーメスト』、全5巻）
- そして船は行く（メディアファクトリー『コミックフラッパー』、全4巻）
  - コミックフラッパーでは連載打ち切りとなったため、描き下ろしを加えた「完全版」をマイクロマガジン社から発売するも、4巻（上）の時点で続刊未定となっている。マンガ図書館で配信中なのは「完全版」。続編執筆のためのクラウドファンディングを行い、340%で成立、今後の継続を目指している[5]。

### ゲーム関連
- 機装猟兵ガンハウンド - キャラクターデザイン、エンディングイラスト
- キャプテン・ラヴ - キャラクターデザイン、キービジュアル、ゲーム内4コマ漫画
- Let's!TVプレイCLASSIC - タイトーノスタルジア編 - マニュアル内4コマ漫画

### その他
- 粕漬忍者キューゾーちゃん - 粕漬け店「東京九蔵」の宣伝漫画として、概ね月2回更新中。
- ジークンドー G＝ヒコロウ×雑君保プ×道満晴明競作集 - 一迅社IDコミックス REXコミックスから発売された前述サークルの競作集。